# Narcissus rafaelii
Narcissus rafaelii är en amaryllisväxtart som beskrevs av Patino och Uribe-ech. Narcissus rafaelii ingår i släktet narcisser, och familjen amaryllisväxter.
Artens utbredningsområde är Spanien. Inga underarter finns listade i Catalogue of Life.